# Valle de Zamanzas
Valle de Zamanzas – gmina w Hiszpanii, w prowincji Burgos, w Kastylii i León, o powierzchni 19,27 km². W 2011 roku gmina liczyła 76 mieszkańców.